# ستراو دوغز (فلم)
ستراو دوغز (بالإنجليزية: Straw Dogs)، هو فيلم رعب وجريمة ودراما تم إنتاجه في المملكة المتحدة والولايات المتحدة، وصدر سنة 1971، بطولة سوزان جورج وداستين هوفمان وبيتر فوغان.

## القصة
مضايقات متزايدة لرجل أمريكي وزوجته في أحد الأرياف الإنجليزية.

## الميزانية والإيرادات
كلف الفيلم 2.2 مليون دولار وحقق أرباح تقدر بـ 8 ملايين دولار.

## وصلات خارجية
- ستراو دوغز على موقع IMDb (الإنجليزية)
- ستراو دوغز على موقع ميتاكريتيك (الإنجليزية)
- ستراو دوغز على موقع الموسوعة البريطانية (الإنجليزية)
- ستراو دوغز على موقع روتن توميتوز (الإنجليزية)
- ستراو دوغز على موقع نتفليكس (الإنجليزية)
- ستراو دوغز على موقع ألو سيني (الفرنسية)
- ستراو دوغز على موقع Turner Classic Movies (الإنجليزية)
- ستراو دوغز على موقع أول موفي (الإنجليزية)
- ستراو دوغز على موقع فيلمافينيتي (الإسبانية)
- ستراو دوغز على موقع قاعدة بيانات الأفلام السويدية (السويدية)